# Gaffe
Gaffe è un francesismo per indicare una frase o una parola detta in modo erroneo o in un contesto sbagliato; il termine italiano equivalente è papera o topica. La gaffe è nella maggioranza dei casi involontaria, frutto di un lapsus, una paronimia, un errore di grammatica, una frase che denota ignoranza sull'argomento di cui si parla, un'affermazione inappropriata per il contesto sociale in cui ci si trova o una frase che risulta un'offesa inconsapevole verso il proprio interlocutore.
La gaffe può anche risultare da un'affermazione che, in sé stessa, è vera, ma inappropriata per il contesto in cui viene pronunciata. Allo stesso modo, il rivelare una verità che dovrebbe essere nascosta a chi ascolta, è considerata una gaffe. Quest'ultimo tipo di gaffe, contrariamente a quanto si potrebbe pensare, può essere fatta anche in modo non verbale, semplicemente con il linguaggio del corpo.

## Etimologia
L'etimologia del termine è incerta e non c'è accordo fra gli esperti in merito. Dal momento che il medesimo termine (gaffe, dall'antico provenzale gaf) è usato in francese anche per indicare il grosso gancio usato dai pescatori per tirare in barca o a riva i pesci più grandi; la parola potrebbe derivare dalla terminologia ittica, così come la locuzione Prendere un granchio. Secondo altri linguisti, invece, la parola deriverebbe dallo slang inglese "to gaff" (trad. "imbrogliare"), o addirittura dallo scozzese, dove la parola "gaff" viene usata in forma dialettale per indicare un linguaggio rude e sgarbato.

## Psicologia
Normalmente, la gaffe causa imbarazzo nella persona che la fa, nell'immediato o successivamente, quando si rende conto dell'errore o finché qualcun altro non glielo fa notare. Dal momento che gli elementi fondamentali della gaffe (errori, frasi fuori registro e/o contesto, giochi di parole) stanno anche alla base dell'umorismo, chi ne è spettatore è portato a reagire con ilarità. Fanno eccezione i casi di gaffe particolarmente gravi, che tendono a ledere la dignità, gli affetti o i sentimenti delle persone a cui sono rivolte; una gaffe di questo genere può anche portare a conseguenze più serie.
Diversi filosofi e psicanalisti si sono interessati alle gaffe come fenomeno sociale o psicologico. Sigmund Freud si interessò del fenomeno, parlandone nel suo libro Psicopatologia della vita quotidiana. Gilles Deleuze, nel suo libro La logica del senso, posiziona la gaffe all'interno del processo che porta alla balbuzie.
Ci sono poi anche casi di gaffe che hanno origine strettamente neurologiche, come ad esempio nel caso di persone che soffrono della sindrome di Tourette.

## Gaffeur
(George W. Bush, New York Times, 16 settembre 2000)
Con la parola gaffeur si indica in modo ironico e bonario una persona che incorre spesso in gaffe. I gaffeur che hanno ormai raggiunto fama nazionale e internazionale, sono ovviamente tutti personaggi pubblici o celebrità del mondo della politica, dello sport e dello spettacolo. Alcuni esempi sono:
- Samuel Goldwyn: il produttore che fondò la MGM incappò in così tante gaffe che per lui fu coniato addirittura un neologismo, il goldwynismo.
- Filippo di Edimburgo: il marito consorte della regina Elisabetta II d'Inghilterra è stato spesso definito il principe delle gaffe per le numerose battute inopportune, divenute memorabili, nelle sue visite ufficiali.
- George W. Bush: l'ex presidente USA fu protagonista, durante il suo mandato, di molteplici gaffe durante i discorsi, soprattutto di tipo sintattico-grammaticale, al punto tale che diversi giornalisti insinuarono che potesse soffrire di dislessia.
- Mike Bongiorno: le sue gaffe - spesso basate su doppi sensi involontari - in diretta televisiva divennero un classico del programma tv Paperissima e tutt'oggi sono tra le più cliccate su YouTube.
- Silvio Berlusconi: dopo le numerose gaffe durante cerimonie ufficiali[5], discorsi e interviste tv[6], Giuliano Ferrara arrivò a definirlo "un adorabile gaffeur, gaffeur di rango, gaffeur filosofo che mette in imbarazzo i sepolcri imbiancati"[7].
- Giovanni Trapattoni: celebri le sue elucubrazioni durante le interviste, in cui spesso storpiava e stravolgeva il significato di proverbi e modi di dire.
- Alberto Tomba: le sue contorte interviste, spesso del tutto incomprensibili, vennero rese celebri dal programma televisivo Mai dire gol.
- Luca Giurato: il giornalista Rai è noto per le sue incredibili gaffe, tra lapsus linguae e sgrammaticature varie, resi celebri dalla Gialappa's Band a Mai dire gol e dalla rubrica di Striscia la notizia.
- Antonio Razzi: l'ex senatore è noto per le sue gaffe causate dalla sua difficoltà nel padroneggiare la lingua italiana, rese celebri dalle imitazioni del comico Maurizio Crozza nelle sue trasmissioni Crozza nel Paese delle Meraviglie e Fratelli di Crozza.